# Johann Christoph von Wöllner
Johann Christoph von Wöllner (né le 19 mai 1732 à Döberitz en Brandebourg - mort le 10 septembre 1800 à Groß Rietz près de Beeskow) est un pasteur et un homme d'État prussien du XVIIIe siècle.

## Biographie
Johann Christoph von Wöllner était le fils d'un pasteur. Sa mère, Dorothea Rosina Cuno, est une nièce de Christoph von Katsch (de), le premier ministre prussien de la Justice. Après l'obtention de son baccalauréat, en 1749, il entreprend des études de théologie à l'université de Halle, qu'il achève avec succès en 1754. Cette même année, il est appelé comme pasteur par la communauté du Grand-Behnitz à Berlin. Simultanément, le général August Friedrich von Itzenplitz (1693-1759) le recrute comme précepteur.
À la mort du général, en 1760, Wöllner se démet de toutes ses charges pastorales et s'improvise administrateur des biens du défunt. Il épouse en 1768 la comtesse von Itzenplitz, fille unique de son défunt employeur. Cette mésalliance a le malheur de déplaire à Frédéric II, qui fait saisir l'héritage de « Madame Wöllner » et l'assigne à résidence au quartier de Hausvogtei (l'ancien haut-bailliage à Friedrichswerder) de Berlin. Wöllner fait paraître plusieurs pamphlets à cette époque (par ex. sur « l'abolition de la police en pays de Brandebourg »). En partie du fait de ces écrits, il fait la connaissance de Friedrich Nicolai et collabore à sa collection d'ouvrages d'économie rurale.
Le roi Frédéric II refusa toujours catégoriquement de l'anoblir. Plusieurs fois il le qualifie de « ... calotin comploteur et intrigant ». Le prince Henri de Prusse le prend pourtant comme conseiller en 1770. Après avoir été membre de la même loge maçonnique que Frédéric II, la loge « Aux Trois globes » (Zu den Drei Weltkugeln), il s'en retire et se tourne vers la société des Rose-Croix. Il fonde peu après sa propre loge, dont le prince héritier Frédéric-Guillaume devient membre le 8 août 1781.
L'influence de Wöllner sur le prince s'accroît graduellement. Peu après son avènement le 26 août 1786, il est nommé « Directeur du conseil privé des Finances, de la Guerre et des Domaines et Surintendant du Palais ». Dès le 2 octobre, il est finalement anobli, et recouvre la dot de sa femme. Au fil des mois, une rivalité politique s'enflamme entre le favori et les membres du cabinet ministériel ; elle atteint son paroxysme lorsque Wöllner obtient le renvoi du baron Karl Abraham von Zedlitz, qu'il remplace au poste de ministre des Cultes. Il est également le principal responsable du départ de Lagrange (« le plus grand mathématicien d'Europe » selon Frédéric II) de l'Académie de Berlin pour l'Académie des sciences de Paris. 
Comme Wöllner et le roi sont membres de la même loge maçonnique, le ministre a tout loisir de convertir le monarque à ses vues. C'est cette complicité qui rend possible l'édit religieux du 9 juillet 1788, par lequel les Églises luthériennes autonomes doivent prioritairement être réprimées, et les idées des Lumières combattues. Il n'est abrogé que plus de cinq ans plus tard, le 27 décembre 1793 : les trois principales confessions religieuses, devenues illégales, étaient alors depuis peu menacées de réquisition. La Commission royale chargée d'appliquer ces mesures de censure condamne entre autres le philosophe Emmanuel Kant (1794).
La carrière politique de Wöllner prend fin avec la mort du roi Frédéric-Guillaume à l'hiver 1797. Le 11 mars 1798 il est officiellement renvoyé et vit dès lors des rentes de ses propriétés dans le Brandebourg, entre autres la terre de Gross-Rietz, qu'il avait achetée en 1790. C'est là qu'il meurt le 10 septembre 1800, âgé de 68 ans.

## Son projet politique
De 1784 à 1786, Wœllner donna plusieurs conférences (inspirées de son engagement dans les Rose-Croix) devant le futur monarque, touchant pratiquement toute la politique de l’État. Il lui vanta ainsi les mérites d'une agriculture modernisée et de la manufacture. Wœllner voulait mettre un terme aux monopoles de la Couronne. La condition paysanne lui tenait particulièrement à cœur : il dénonça dans la féodalité un obstacle au progrès ; mais s'il était prêt à remplacer les méthodes traditionnelles d'exploitation en nommant de nouveaux pasteurs et instituteurs dans les campagnes, il se défiait pour le reste des Lumières : la Religion naturelle risquait, pensait-il, de miner la morale et de porter atteinte aux bonnes mœurs des sujets, en mettant en cause ce qui est leur fondement : la Bible comme Parole de Dieu ; car les sujets incroyants sont une menace pour la stabilité du gouvernement. Wœllner voulait pour cela limiter l'autorité des prêtres et des enseignants, et le roi devait, par sa piété, servir d'exemple à son peuple : c'était d'ailleurs là une critique indirecte de Frédéric II, qui avait tout au long de son règne défendu une version extrême de la tolérance religieuse.

## Postérité

### Jeux vidéo
- Il fait partie des membres convoqués par Lord Mortimer dans le jeu vidéo The Council, il est alors dépeint comme un personnage froid et ambitieux, un adepte de l'occultisme.